# 北海道警事件ファイル 警部補 五条聖子
『北海道警事件ファイル 警部補 五条聖子』（ほっかいどうけいじけんファイル けいぶほ ごじょうせいこ）は、2012年から2017年までテレビ東京・BSジャパン共同制作で放送された刑事ドラマシリーズ。全5回。主演は若村麻由美。
放送枠は『水曜ミステリー9』（第2期：第1作 - 第4作）、『春の新作ミステリー』（第5作）。

## 登場人物

### 北海道警察

#### 刑事
五条聖子
演 - 若村麻由美
経歴：北海道警釧路方面本部（第1作）
→ 北海道警函館方面本部（第2作）
→ 北海道警察本部捜査第一課（第3作 - ）
階級は警部補。ニックネームは「お嬢(命名者は片桐)」。第5作のラストで大地から婚約指輪を貰う。
八田公平
演 - 川野直輝（第2作 - ）
経歴：函館警察署刑事課（第2作）
→ 室蘭警察署刑事課（第3作）
→ 小樽東警察署刑事課（第4作）
→ 旭川警察署刑事課（第5作）
巡査長。聖子の相棒。秋田県出身で聖子からは「ハチ公」と呼ばれる。
岡田知之
演 - 大滝明利（第2作 - ）
経歴：函館警察署刑事課（第2作）
→ 北海道警察本部捜査第一課（第3作 - ）
巡査長。
片桐陽一郎
演 - 益岡徹
経歴：北海道警釧路方面本部（第1作）
→ 北海道警函館方面本部（第2作）
→ 北海道警察本部捜査第一課（第3作 - ）
指導官。階級は警部。聖子が駆け出しの頃から目をかけ、信頼を寄せる。

#### 鑑識
宇治原悟
演 - 山本栄司（第4作・第5作）
北海道警察本部鑑識課。巡査長。
大寺留美子
演 - 徳田公華（第3作 - ）
北海道警察本部鑑識課。階級は巡査。

### その他
芳村大地
演 - 石黒賢
獣医師。聖子の恋人。実家は登別でホテルを経営している。第5作の終盤で犯人のライフルで腹部を撃たれる。
芳村佐江
演 - 大谷直子（第3作）
大地の母。「ホテルゆもと登別」の女将。

### ゲスト
第1作「過去からの脅迫者」（2012年）
- 木原音々（敏也の妻） - 遊井亮子
- 大隈浩司（中標津警察署捜査課 巡査） - 山口翔悟
- 木原敏也（木原の息子） - 蟹江一平
- 佃啓太（中標津道東総合病院産婦人科 医師） - 倉田てつを
- 鴻上増夫（中標津警察署 副署長） - 外波山文明
- 高見沢一樹（元振り込め詐欺グループリーダー） - 斉藤陽一郎
- 黒崎（中標津警察署捜査課 刑事） - 竜川剛
- 中島忠和（北海道警釧路方面本部 巡査部長） - 大滝明利
- 室田彰広（チーズ工房むろた 店主・チーズ職人） - 瀧川英次
- 原田知子（下北沢総合病院 看護師） - 重田千穂子
- 原口弥生（中標津道東総合病院 看護師・佃の恋人） - 阪田瑞穂
- 清宮真吾（警視庁世田谷北警察署 警部補） - 川野太郎
- 滝沢（下北沢総合病院 医師） - 石山輝夫
- 浜名（不動産屋） - 小杉幸彦
- 長谷川（中標津道東総合病院 職員） - 早川純一
- 江本（下北沢のバー「ジャック」マスター） - 進藤学
- 神尾（ドッグカフェ「INDY」店員） - 江畑浩規
- 香菜（犬の飼い主） - 野呂佳代
- 比沙子 - 枝元萌
- 兵藤早苗（兵藤千恵の母・故人） - 天本咲
- 田村郁代（中標津道東総合病院 看護師長） - 山田邦子
- 中西音々（中西泰蔵の養女） - 松尾れい子
- 木原岩男（木原牧場を息子夫婦と経営） - 竜雷太

第2作「函館殺人迷宮」（2014年）
- 下島泰輔（KHFプロジェクト 社員） - 高橋和也（15歳：吉田陽生）
- 佐々村理子（下島食堂 従業員・泰輔の幼馴染） - 高橋由美子（13歳：佐々木愛可）
- 田原真也（ホタテ貝漁の漁師・理子と泰輔の幼馴染） - 小林正寛（15歳：阿部匠真）
- 森下亮司（フリーライター） - 有薗芳記
- 山倉恭一（KHFプロジェクト 専務） - 永倉大輔
- 福井智和（函館警察署 鑑識員） - 松川真也
- 唐沢健次（北海道議会議員） - 五代高之
- 仏田康雄（函館警察署刑事課 巡査部長） - 本田博太郎
- 小日向冬美（KHFプロジェクト 社長） - 川島なお美
- 下島勝江（下島食堂 店主・泰輔の母） - 浅茅陽子

第3作「登別室蘭殺人事件」（2015年）
- 三輪綾奈（スポーツマッサージサロン三輪 社長・笠原の高校の後輩） - 櫻井淳子
- 笠原省吾（「室蘭やきとり・一平」オーナー・地獄谷マラソン実行委員長） - 金子昇
- 七海かすみ（クラブ「ロンド」雇われママ・綾奈の大学の友人） - 東風万智子
- 矢沢公一（成島プランニング 副社長） - 山口祥行
- 雨宮耕太（自然保護団体「登別の自然を守る会」代表） - つまみ枝豆
- 後藤司（かすみのストーカー） - 水野智則
- 鬼塚弘次（室蘭警察署刑事課 巡査部長） - モロ師岡
- 小山次郎（「室蘭やきとり・一平」登別店 店長） - 和田聰宏
- 成島雄治（成島プランニング 社長） - 飯田基祐

第4作「小樽・余市・積丹殺人ルート」（2015年）
- 柏木れい（ガラス工芸作家・修一の妻） - 中山エミリ
- 柏木修一（柏木グループ 社長・源三の息子） - 川口力哉
- 水野真利江（大正硝子館 社長） - 多岐川華子
- 中村耕二（羽生田の秘書） - 小須田康人
- 牛島実（野本屋 従業員） - 外波山文明
- 羽生田徹（小樽市議会議員） - 四方堂亘
- 坂口陽一（調査員） - 鼓太郎
- 瀬戸卓也（大正硝子館 従業員） - 青柳尊哉
- 田中みどり（柏木家の家政婦） - 村田唯
- 酒井（和也の母・リンゴ農家） - 佐々木彩千子
- 酒井和也（野本屋 元板長・故人） - 巻口直哉
- 佐藤（刑事） - 山崎大昇
- 柏木源三（柏木グループ 会長） - 大和田伸也
- 高見沢丈太郎（小樽東警察署刑事課 巡査部長） - 山崎銀之丞
- 三上健一（ミカミ都市開発 社長） - 片岡鶴太郎

第5作「旭川・美瑛・知床 幻のエゾオオカミの謎」（2017年）
- 北見菜々子（旭川警察署刑事課 巡査） - 雛形あきこ
- 戸田涼子（動物生態研究所 助手・芳村大地の知り合い） - 遠藤久美子
- 野上雅也（動物生態研究所 主任研究員・芳村大地の知り合い） - 水橋研二
- 朝比奈信吾（動物生態研究所 所長） - 柏原収史
- 有賀美咲（フリーカメラマン・カフェバー「マチバル」アルバイト） - 川村ゆきえ
- 川井渉（美咲のストーカー） - 北山雅康
- 若月青葉（愛犬ロクの飼い主・知床で芳村大地と知り合う） - 吉井乃歌
- カフェバー「マチバル」店長 - 川井つと
- 青葉の叔母 - 三上和世
- 美咲の叔母 - みうら沙絵
- 青葉の叔父 - 高田学
- ネットカフェ店員 - 北和輝
- 成島亮二（クラウドテクノ社 社長） - 篠井英介
- 猪瀬卓司（旭川警察署刑事課 警部補） - 赤井英和

## スタッフ
- 脚本 - 松井信幸、村川康敏、金井寛、安井国穂
- 監督 - 児玉宜久
- 制作 - テレビ東京、BSジャパン、アズバーズ

## 放送日程
| 話数 | 放送日         | サブタイトル                          | 脚本              | 監督     |
| ---- | -------------- | ------------------------------------- | ----------------- | -------- |
| 1    | 2012年10月24日 | 過去からの脅迫者                      | 松井信幸          | 児玉宜久 |
| 2    | 2014年05月21日 | 函館殺人迷宮                          | 松井信幸 村川康敏 | 児玉宜久 |
| 3    | 2015年02月04日 | 登別室蘭殺人事件                      | 金井寛            | 児玉宜久 |
| 4    | 7月15日        | 小樽・余市・積丹殺人ルート            | 金井寛            | 児玉宜久 |
| 5    | 2017年03月19日 | 旭川・美瑛・知床 幻のエゾオオカミの謎 | 安井国穂          | 児玉宜久 |